# ローマ内戦 (紀元前49年-紀元前45年)
ローマ内戦（ローマないせん、ラテン語: Bellum civile alterum） では、紀元前49年から紀元前45年の間に起きた共和政ローマ期の内戦について記す。グナエウス・ポンペイウス及び元老院派とガイウス・ユリウス・カエサル派の間で起こった一連の戦争で、カエサルが当時の国家に対して仕掛けたものである。
イタリア、ギリシア、エジプト、北アフリカ及びヒスパニアで争い、カエサル派が最終的に元老院派を打倒して独裁体制を確立した。

## 背景
共和政ローマではグラックス兄弟による一連の改革に始まり、ガイウス・マリウスやルキウス・コルネリウス・スッラによる支配、ポプラレス（平民派）とオプティマテス（閥族派、元老院派）の争いなど後世「内乱の一世紀」と呼ばれる政情不安な状態が続いていた。紀元前59年にポンペイウス、カエサル、マルクス・リキニウス・クラッススは第一回三頭政治と後に呼ばれる統治体制を構築して権力を握り、カエサルは自身の娘ユリアをポンペイウスへと嫁がせたことで基盤を固めた。その後、カエサルはガリアなど3つの属州の総督として赴任してガリア戦争を戦い、紀元前55年にはポンペイウスとクラッススが共に執政官（コンスル）を務めた。
しかし、紀元前54年にユリアが死去、紀元前53年にパルティアとのカルラエの戦いでクラッススも戦死したことで第一回三頭政治が崩壊した。また、カエサルがガリア戦争の成功によりポンペイウスと同等の軍事上の権限を得たことに対し、元老院派はカエサルの権力拡大を危惧してポンペイウスと接近した。紀元前52年にはプブリウス・クロディウス・プルケル暗殺に伴うローマ国内の混乱へ対処するため、ポンペイウスを唯一のコンスルに選出した。元老院はカエサルがガリア総督としての任期切れ後にコンスルに立候補する意向であることを知り、カエサルから軍隊を引き離すことを模索した。紀元前50年12月、カエサルはポンペイウスも軍隊を解散させるならば自分も軍隊を手放すと元老院に伝書を送ったが、元老院はカエサルが不法に軍を維持するのならば「国家の敵」と宣告するとした。
カエサルの幕僚であるマルクス・アントニウス及びクィントゥス・カシウス・ロンギヌスはカエサルからの「応じられない」とする意向を元老院へ伝えたが、元老院はこれを拒否した。
紀元前50年、ポンペイウス及び元老院派はプロコンスル（前執政官）としてのカエサルの任期が終わったことを受けて、ローマに戻り軍を解散するよう指示し、カエサルがコンスルに立候補するのを禁じた。カエサルはコンスルの地位も軍隊の力もなしにローマに戻るなら、スキピオ・アフリカヌスのごとく罪に問われ、政治的に失脚させられると考えた。紀元前49年1月、元老院はカエサルに対して「元老院最終勧告」を発した。

## 経過

### ルビコン川を渡る
紀元前49年1月10日、カエサルは子飼いの部隊である第10軍団と共に、ガリア・キサルピナとイタリア本土の境界であるルビコン川を渡るという決定的な一歩を踏み出した（イタリア本土（ルビコン以南、ブルンディシウム以北）へ軍隊を率いて侵入することは禁じられていたが、実際は過去にマリウスやスッラも攻め込んでいる）。なお、この際にカエサルはalea iacta est（賽は投げられた）と言ったとされる。
ローマへのカエサルの進撃に対して、無防備なローマにいることを嫌ったポンペイウスはローマから逃れた。ポンペイウスには影響下にある軍隊がいくつかあり、その中のドミティウス・アヘノバルブスに対してカエサルがローマに着く前に途中で追捕するよう指示を出したものの、カエサルはドミティウス軍をコルフィニウム（現：コルフィーニオ）で打ち破った。カエサルはローマへ向かわずにポンペイウスを追ってさらに南下。ポンペイウスは自身の地盤である東方属州へ向かうためにブルンディシウムを目指し、クィントゥス・カエキリウス・メテッルス・ピウス・スキピオ・ナシカやマルクス・ポルキウス・カトら元老院議員もポンペイウスに合流するため南へ逃れた。
カエサルはポンペイウスへ会談をするように申し出たが、ポンペイウスはこれを拒否。その後カエサルもブルンディシウムへ到着したものの、紀元前49年3月にポンペイウスは自軍の船隊と共にギリシアまで逃れていた。この時カエサルの金庫は空っぽになっていたので、彼は元老院派との戦いに備えてローマの国庫の金を軍資金に充てた。
ポンペイウスが軍を集めている間、カエサルはポンペイウスへの合力が予想される軍隊を排除すべく元老院派の牙城であったヒスパニアへ進軍。イレルダの戦いでルキウス・アフラニウスやマルクス・ペトレイウス、マルクス・テレンティウス・ウァロらが率いる元老院派軍を破り、元老院派に組して抗戦したマッシリア（現：マルセイユ）もデキムス・ユニウス・ブルトゥス・アルビヌスらが陥落させた（マッシリア包囲戦）。一方、同じ元老院派の勢力下にあった北アフリカへは、ガイウス・スクリボニウス・クリオが総指揮を執るカエサル軍がアフリカ属州の州都であるウティカへ侵攻したものの、元老院派はヌミディア王ユバ1世の加勢も受けてバグラダス川の戦い（現：メジェルダ川）でカエサル軍を壊滅させ、クリオを討ち取った。
カエサルはローマへ戻ると元老院によって紀元前48年のコンスルに選出され、ギリシアのポンペイウスを追討するため海峡の向こう側のエピロスに約15,000人の軍隊を集結させた。

### ファルサルスの戦い
紀元前48年7月、カエサル軍は元老院派の兵站基地でもあったデュッラキウム（現：ドゥラス）の包囲戦を展開したが（デュッラキウムの戦い）、元老院派軍の前に敗走した。しかし、ポンペイウスは寄せ集めの自軍がカエサルの精鋭軍を破ったと信じられず、カエサル軍の後退も罠と信じて掃討戦は行わなかった。結果、ポンペイウスは内戦を早期に終わらせる機会と勝機を失った。8月に両軍はギリシア北部のファルサルスで再度激突、カエサル軍より歩兵も騎馬兵共にはるかに多勢の元老院派軍であったが、敗北した（ファルサルスの戦い）。
この戦闘の結果、元老院派の中でドミティウスが戦死、マルクス・クラウディウス・マルケッルスやヒスパニアで敗北したウァロ、マルクス・トゥッリウス・キケロ、ガイウス・カッシウス・ロンギヌスやマルクス・ユニウス・ブルトゥスらが陣営を離れ、カエサルに降伏した。ポンペイウスとルキウス・コルネリウス・レントゥルス・クルスは再起を図るべくエジプトに逃がれたが、9月に国王プトレマイオス13世の側近によって殺害された。メテッルス・スキピオ、アフラニウスとペトレイウス及びカトは北アフリカに逃れた。ローマ元老院はカエサルを独裁官（ディクタトル）に任命したが、カエサルは11日後にディクタトルを辞職してコンスル（2期目）に選出された。
カエサルはポンペイウスを追ってアレクサンドリアへ渡ったが、既にポンペイウスは殺害されていた。プトレマイオス朝ではプトレマイオス13世及び彼の姉アルシノエ4世と、プトレマイオス13世の妻として共同でファラオの座にあったクレオパトラ7世が争う状態であったが、ポンペイウスを殺害したプトレマイオス13世の責任を強く見た（贈り物としてプトレマイオス13世の侍従が手渡したポンペイウスの首を見てカエサルは涙したと伝えられる）こともあって、カエサルはクレオパトラ7世の側について彼女を勝利に導き、クレオパトラ7世がプトレマイオス朝の実権を握った（名目上は弟プトレマイオス14世との共同統治）。

### ファルサルスの戦い以降
紀元前47年のうち、1か月をエジプトで過ごしたカエサルは、ローマ内戦の間隙を突く形でポントス王ファルナケス2世がローマ領へ侵攻したのを受けて、シリア属州を経てポントスへ向かい、ファルナケス2世にゼラの戦いで勝利。この際、カエサルはローマの友人へ来た、見た、勝ったという内容の手紙を送っている。ファルナケスはボスポロス王国まで退去して、スキタイ族とサルマタイ族からなる軍を構成し、いくつかの都市を支配下に置いたが、軍内部の人間によって殺害された。
紀元前47年、カエサルは北アフリカ・ウティカに逃れた元老院派の残党を追討するため出発。メテッルス・スキピオらが率いる元老院派及びユバ1世率いるヌミディア連合軍を紀元前46年4月にタプススの戦いで撃破し、メテッルス・スキピオ、アフラニウスらは殺害された。さらにカエサル軍はウティカを攻撃しウティカに籠城していたカトは支えきれずに自殺、ユバも逃亡を図ったがペトレイウスと共に自殺してヌミディア王国は断絶した。
ポンペイウスの長男グナエウス・ポンペイウスと次男セクストゥス・ポンペイウス、そしてティトゥス・ラビエヌスらはヒスパニアに逃れて、当地で兵を集めた。ヒスパニアを守備していたガイウス・トレボニウスを圧迫する勢いであったため、紀元前46年夏に凱旋式を終えたカエサルはヒスパニアへ出兵し、紀元前45年3月ムンダの戦いで元老院派を撃破してラビエヌスは戦死、グナエウス・ポンペイウスは逃亡途中で殺害された。セクストゥスは大西洋岸まで逃亡したものの、ムンダでの勝利を以て一連の内乱は終結を見た。

## ローマ内戦・年表
- 紀元前49年
  - 1月10日 - カエサル軍によるルビコン渡河、内戦開始。
  - 2月13日 - カエサル軍、コルフィニウムを包囲。19日に陥落。
  - 2月20日 - ポンペイウス、ブルンディシウムよりギリシアへ逃れる。
  - 3月 - カエサル軍、マッシリアを包囲（マッシリア包囲戦）。カエサル、ローマへ入城。
  - 7月 - カエサル軍、イレルダの戦いで元老院派に勝利。
  - 8月 - 元老院派とヌミディア連合軍がバグラダス川の戦いでカエサル軍に勝利。
  - 10月 - マッシリアがカエサル派に降伏。
- 紀元前48年
  - 1月 - カエサル、ギリシアへ到着。デュッラキウムの元老院派を包囲。
  - 7月10日 - デュッラキウムの戦い。元老院派がカエサル派を破る。カエサル、テッサリア方面へ撤退。
  - 8月9日 - ファルサルスの戦いでカエサル派が元老院派に勝利。
    - ポンペイウスはエジプトへ逃亡、メテッルス・スキピオやカトらは北アフリカへ逃れる。

  - 9月28日 - ポンペイウス、アレクサンドリアで殺害される。
  - 10月  - カエサル、エジプトへ上陸。
- 紀元前47年
  - 2月 - ナイルの戦いでローマ軍（カエサル派）が勝利。カエサルと同盟したクレオパトラ7世がプトレマイオス朝の実権を掌握。
  - 8月 - ゼラの戦いでローマ軍（カエサル派）がポントス王国軍を撃破。
  - 10月 - カエサル、北アフリカへ上陸。カエサル派全軍も年内にほぼ上陸完了。
- 紀元前46年
  - 4月6日 - タプススの戦いでカエサル派が元老院派およびヌミディア連合軍に勝利。
    - メテッルス・スキピオ、カトらは敗死。ユバ1世も自害してヌミディア王家は断絶。
- 紀元前45年
  - 1月 - カエサル、ヒスパニアへ上陸。
  - 3月17日 - ムンダの戦いでカエサル派が元老院派（ポンペイウス派）に勝利。
    - ラビエヌスらは戦死、セクストゥス・ポンペイウスは逃亡。
- 紀元前44年
  - 3月15日 - カエサル、ローマ元老院議場で暗殺（英語版）される。